# Sebacina pteridicola
Sebacina pteridicola är en svampart som beskrevs av McNabb 1966. Sebacina pteridicola ingår i släktet Sebacina och familjen Sebacinaceae.   Inga underarter finns listade i Catalogue of Life.